# Võisiku
Võisiku är en ort i Estland. Den ligger i Põltsamaa kommun och landskapet Jõgevamaa, i den centrala delen av landet, 110 km sydost om huvudstaden Tallinn. Võisiku ligger 56 meter över havet och antalet invånare är 516.
Terrängen runt Võisiku är mycket platt, och sluttar söderut. Runt Võisiku är det mycket glesbefolkat, med 5 invånare per kvadratkilometer. Närmaste större samhälle är Põltsamaa, 3,9 km nordost om Võisiku. I omgivningarna runt Võisiku växer i huvudsak blandskog.